# Spoorlijn Orléans - Gien
De spoorlijn Orléans - Gien is een gedeeltelijk opgebroken Franse spoorlijn van Orléans naar Gien. De volledige lijn was 63,1 km lang en heeft als lijnnummer 687 000.

## Geschiedenis
De lijn werd geopend door de Compagnie du chemin de fer de Paris à Orléans op 3 januari 1873. Personenvervoer werd opgeheven op 15 mei 1939.
Goederenvervoer tussen Ouzouer-Dampierre en Nevoy was er tot 1 juli 1942, tussen Les Bordes en Ouzouer-Dampierre tot 2 februari 1953 en tussen Saint-Denis-Jargeau en Les Bordes tot 30 maart 2011.

## Aansluitingen
In de volgende plaatsen was er een aansluiting op de volgende spoorlijnen:
aansluiting Gien
RFN 590 000, spoorlijn tussen Les Aubrais-Orléans en Montauban-Ville-Bourbon
Les Bordes
RFN 682 000, spoorlijn tussen Auxy - Juranville en Bourges
Gien
RFN 685 000, spoorlijn tussen Gien - Argent
RFN 750 000, spoorlijn tussen Moret-Veneux-les-Sablons en Lyon-Perrache
RFN 751 000, spoorlijn tussen Auxerre-Saint-Gervais en Gien